# 北広島郵便局
北広島郵便局（きたひろしまゆうびんきょく）は北海道北広島市にある郵便局。民営化前の分類では集配普通郵便局であった。

## 概要
住所：〒061-1199 北海道北広島市栄町1-5-1

## 沿革
- 1893年（明治26年）11月1日 - 広島郵便局（三等）として開設[1]。
- 1896年（明治29年）7月1日 - 為替・貯金取扱を開始。
- 1900年（明治33年）11月21日 - 広島郵便電信局となる。
- 1903年（明治36年）4月1日 - 通信官署官制の施行に伴い広島郵便局となる。
- 1969年（昭和44年）6月20日 - 電話の加入および料金に関する簡易な事務を除く電話交換業務を、札幌東電報電話局に移管[2]。
- 1977年（昭和52年）10月3日 - 札幌郡広島町字広島から同町栄町に移転するとともに、北広島郵便局に改称。
- 1978年（昭和53年）7月10日 - 特定郵便局から普通郵便局に局種別改定。
- 1979年（昭和54年）7月31日 - 和文電報配達業務を札幌中央電報局に移管。
- 1985年（昭和60年）10月1日 - 電話の加入および料金に関する簡易な事務を、札幌豊平電報電話局に移管。
- 1992年（平成4年）11月16日 - 広島西の里簡易郵便局の廃止に伴い、取扱事務を承継。
- 1999年（平成11年） - 外国通貨の両替および旅行小切手の売買に関する業務取扱を開始。
- 2007年（平成19年）10月1日 - 民営化に伴い、併設された郵便事業北広島支店に一部業務を移管。
- 2012年（平成24年）10月1日 - 日本郵便株式会社の発足に伴い、郵便事業北広島支店を北広島郵便局に統合。

## 取扱内容
- 郵便、印紙、ゆうパック、内容証明
- 貯金、為替、振替、振込、国際送金、外貨両替・トラベラーズチェック、国債、投資信託
- 生命保険、バイク自賠責保険、自動車保険、がん保険、引受条件緩和型医療保険
- ゆうちょ銀行ATM
- 北広島市内の一部地域の集配業務：大曲・輪厚地区を除く北広島市内全域（大曲地区は北広島西郵便局の担当）
- ゆうゆう窓口

## 周辺
- 北広島市消防本部、北広島市消防署
- 北広島市図書館
- 北広島市芸術文化ホール
- 北広島病院

## アクセス
- JR千歳線 北広島駅（西口）から南西へ約400m（徒歩約5分）
- 北海道中央バス 栄町2停留所下車
- 道央自動車道 北広島ICから東へ約9km
- 駐車場あり：5台